# Leuchtturm Flottenkap
Der Leuchtturm Flottenkap (russisch Маяк Мыс Флотский) liegt am gleichnamigen Kap bei Borowoje (russisch Боровое), Selenaja Roschtscha (russisch Зеленая Роща = Grüner Hain) im russischen Rajon Wyborgski, Oblast Leningrad.
Der Leuchtturm ist eine Metallrahmenkonstruktion mit einer Innenleiter. Die Lampe ist auf der oberen Plattform installiert. Zuvor war außen an der Seeseite eine bemalte Holztäfelung angebracht, die als Navigationshilfe diente.
Der Leuchtturm ist jetzt inaktiv und zunehmend dem Verfall preisgegeben.